# Utmanarna
Utmanarna var ett TV-program i TV 3 som visades 1998. Adam Alsing var programledare.
I programmet utförde folk olika utmaningar för att vinna pengar. Hjalle och Heavy medverkade i programmet.